# Nathalie Sarraute
Nathalie Sarraute, pseudônimo de Natacha Tcherniak (Ivanovo, 18 de julho de 1900 — Paris, 19 de outubro de 1999) foi uma advogada e escritora francesa nascida na Rússia.

## Carreira
Sarraute dedicou-se à literatura, sendo a sua obra mais destacada Portrait of a Man Unknown (1948), obra aplaudida por Jean-Paul Sartre, que se referiu a ela como um "anti-romance" e que também contribuiu com um prefácio. Apesar de tantos elogios da crítica, no entanto, a obra só atraiu a atenção de especialistas literários, assim como seu sucessor, Martereau.
O ensaio de Sarraute The Age of Suspicion (L'Ère du soupçon, 1956) serviu como um manifesto principal para o movimento literário nouveau roman, ao lado de Alain Robbe-Grillet com seu For a New Novel. Sarraute tornou-se, juntamente com Robbe-Grillet, Claude Simon, Marguerite Duras e Michel Butor, uma das figuras mais associadas ao surgimento dessa nova tendência na escrita, que buscava transformar radicalmente os modelos narrativos tradicionais de personagem e enredo. Sarraute foi premiada com o Prix international de littérature por seu romance The Golden Fruits em 1963, o que levou a uma maior popularidade e exposição do autor. Nesse mesmo ano, Sarraute também começou a trabalhar como dramaturgo, escrevendo um total de seis peças, incluindo Le Silence (1963), Le Mensonge (1965) e Elle est là (1993). Como resultado da crescente popularidade e perfil público de Sarraute, ela foi convidada para falar em vários eventos literários tanto em seu país natal, a França, quanto no exterior.
O trabalho de Sarraute, incluindo os romances Between Life and Death (1968), The Use of Speech (1980) e You Don't Love Yourself (1989), foi traduzido para mais de 30 idiomas. Seu trabalho sempre foi referido como "difícil", como resultado de seu estilo experimental e abandono das convenções literárias tradicionais. Sarraute celebrou a morte do "personagem" literário e colocou sua ênfase principal na criação de uma descrição fiel dos fenômenos psicológicos, como em sua novela Os Frutos de Ouro, consistindo inteiramente de monólogos interiores, e o romance The Planetarium (1959), que enfoca a obsessão de um jovem em se mudar para o apartamento de sua tia. As perspectivas e pontos de vista em constante mudança na obra de Sarraute servem para minar a mão do autor, ao mesmo tempo em que abraçam a incoerência da experiência vivida.
Em contraste com a relativa dificuldade dos romances de Sarraute, seu livro de memórias Childhood é considerado uma leitura mais fácil. Escrito quando ela tinha mais de oitenta anos, a autobiografia de Sarraute dificilmente é um livro de memórias simples, pois ela desafia sua própria capacidade de recordar com precisão seu passado ao longo da obra. Na década de 1980, a autobiografia foi adaptada para uma peça da Broadway de um ato estrelada por Glenn Close. Os problemas de memória que Sarraute destacou em sua autobiografia foram levados ao seu último romance, Here, publicado em 1995, no qual a autora explora uma gama de questões existenciais relacionadas à falta de forma da realidade individual e social.
Agnès Varda dedicou seu filme de 1985 Sans toit ni loi (Vagabonde) a ela.

## Obras

### Romances
- Portrait d'un inconnu, 1948, Robert Marin;
- Martereau, 18 mai. 1953, Gallimard.
- Le Planétarium, 13 mai. 1959, Gallimard.
- Les Fruits d'or, 1963, Gallimard. Prix international de littérature.
- Entre la vie et la mort, 22 abr. 1968, Gallimard.
- Vous les entendez ?, 17 jan. 1972, Gallimard (coll. "Le Chemin").
- "disent les imbéciles", 2 set. 1976, Gallimard.
- L'Usage de la parole, 8 fev. 1980, Gallimard.
- Enfance, 1983, Gallimard.
- Tu ne t'aimes pas, 1989, Gallimard.
- Ici , 1995, Gallimard.
- Œuvres complètes, 1996, Gallimard (Bibliothèque de la Pléiade).
- Ouvrez, 1997, Gallimard.

### Teatro
- Le Silence, suivi de Le Mensonge, 1967, Gallimard.
- Isma ou Ce qui s'appelle rien suivi de Le silence et Le mensonge, 1970, Gallimard (coll. "Le Manteau d'Arlequin").
- Théâtre contenant Elle est là (E.O.), Le Mensonge, Isma, C'est beau, 18 out. 1978, Gallimard.
- Pour un oui ou pour un non, 25 de janeiro de 1982, Gallimard.

### Ensaios
- Tropismes, 1939, Éditions
- L'Ère du soupçon, 1956, Gallimard (coll. « Les Essais » LXXX)
- Tropismes, 1957, Les Éditions de Minuit (exclusão de um texto da edição original de 1939 e adição de seis novos)
- Paul Valéry et l'enfant d'éléphant, suivi de Flaubert le précurseur, 1986, Gallimard
- Lettres d'Amérique, Éditions Gallimard, 2017

### Entrevistas
- Claire Francillon, Le roman aujourd'hui. Un entretien avec Nathalie Sarraute, em Gazette de Lausanne, 29 nov. 1958
- Yvon Belaval, Mimica Cranaki et Nathalie Sarraute, Conversation avec François Bondy, Paris: Gallimard, 1965
- Geneviève Serreau, Nathalie Sarraute et les secrets de la création, em La Quinzaine littéraire, 1-15 mai, 1968
- Jean-Louis de Rambures, Comment travaillent les écrivains, em Le Monde, 14 jan, 1972, puis Paris: Flammarion, 1978
- Guy Le Clecêh, Drames microscopiques, em Les Nouvelles littéraires, 28 jan, 1972
- Gretchen R. Besser, Colloque avec Nathalie Sarraute, 22 abril 1976, et in The French Review, L, 2, dez. 1976
- Lucette Finas, Nathalie Sarraute: mon théâtre continue mes romans, em La Quinzaine littéraire, 16-31 dez. 1978
- Lucette Finas, Comment j'ai écrit certains de mes livres, em Études littéraires, XII, 3, dez. 1979
- Jean-Louis Ezine, Nathalie Sarraute, em Les Écrivains sur la sellette, Paris: Seuil, 1981
- Pierre Boncenne, Nathalie Sarraute, em Lire, 1983
- Serge Fauchereau et Jean Ristat, Conversation avec Nathalie Sarraute, em Digraphe, 32, mar. 1984
- Marc Saporta, Portrait d'une inconnue. Conversation biographique, em L'Arc, 95, 4o. trimestre 1984
- Alison Finch et David Kelley, Propos sur la technique du roman, em French Studies, 1985
- Carmen Licari, Qu'est-ce qu'il y a? qu'est-ce qui s'est passé? Mais rien, em Francofonia, 9, 1985
- Irène Sadowska-Guillon, À la recherche du temps présent, em Acteurs, 34, mar. 1986
- André Rollin, Nathalie Sarraute, em Ils écrivent où, quand, comment?, Paris: Mazarine, 1986
- Simone Benmussa, Nathalie Sarraute, qui êtes-vous?, Lyon: La Manufacture, 1987
- Arnaud Rykner, Entretien avec Nathalie Sarraute (raccolta nell'aprile 1990), em Nathalie Sarraute, Paris: Seuil, 1991 (collection Les Contemporains)
- Danièle Sallenave, Nathalie Sarraute. À voix nue, em France Culture, 23-27 mar. 1992
- Michèle Pardina, Un entretien avec Nathalie Sarraute, em Le Monde, 26 fev. 1993
- Isabelle Huppert, Rencontre avec Nathalie Sarraute, em Cahiers du cinéma, 477, mar. 1994
- Antoine de Gaudemar, Sarraute, nulle part ailleurs, em Libération, 7 set.1995
- Laurence Liban, Nathalie Sarraute, em Lire, 238, set. 1995
- Michèle Gazier, Nathalie Sarraute, l’après-midi, Editions Naïve, 2010, ISBN 978-2-3502-1230-2
- Rolande Causse, Conversations avec Nathalie Sarraute, Seuil, 2016,  ISBN 978-2-0213-3241-4

### Crítica
- Sheila M. Bell, Nathalie Sarraute: a bibliography, Londres: Grant & Cutler, 1982
- Sheila M. Bell, The conjurer's hat: Sarraute criticism since 1980, em Romance studies, 23, printemps 1994
- Yvon Belaval e Mimica Cranaki, Nathalie Sarraute, Paris: Gallimard, 1965 (collection La Bibliothèque idéale)
- René Micha, Nathalie Sarraute, Paris: éd. Universitaires, 1966 (coll. Classiques du xxe siècle, n.81)
- Jean-Luc Jaccard, Nathalie Sarraute', Zürich: Juris 1967.
- Ruth Z. Temple, Nathalie Sarraute', Columbia U.P. 1968
- Christine B. Wunderli-Müller, Le Théâtre du masque et de la banalité dans l'œuvre de Nathalie Sarraute, Zurique: Juris 1970
- Micheline Tison-Braun, Nathalie Sarraute, ou la Recherche de l'authenticité, Paris: Gallimard, 1971
- Élisabeth Eliez-Ruegg, La Conscience d'autrui et la conscience des objets dans l'œuvre de Nathalie Sarraute, Berne: Herbert Lang, 1972
- Françoise Calin, La Vie retrouvée. Étude de l'œuvre romanesque de Nathalie Sarraute, Minard, Lettres modernes 1976 (coll. Situations n.35)
- Anthony S. Newman, Une poésie des discours. Essai sur les romans de Nathalie Sarraute, Genève: Droz 1976
- Gretchen Rous Besser, Nathalie Sarraute, Nova York: Twayne 1979
- André Allemand, L'Œuvre romanesque de Nathalie Sarraute, Neuchâtel: La Baconnière, 1980
- Valérie Minogue, Nathalie Sarraute and the War of the Words, Edimbourg U.P. 1981
- Helen Watson-Williams, The Novels of Nathalie Sarraute: towards an Æsthetic, Amsterdã: Rodopi 1981
- Arnaud Rykner, Théâtres du Nouveau Roman (Sarraute, Pinget, Duras), Paris: José Corti 1988
- Sabine Raffy, Sarraute romancière. Espaces intimes. Nova York: Peter Lang 1988
- Alan J. Clayton, Nathalie Sarraute, ou le Tremblement de l'écriture, Paris: Minard 1989 (coll. Archives des lettres modernes, 238).
- Jean Pierrot, Nathalie Sarraute, Paris: José Corti 1990
- Arnaud Rykner, Nathalie Sarraute, Paris: Seuil 1991
- Françoise Asso, Nathalie Sarraute, une écriture de l'effraction, Paris: P.U.F. 1995
- Roger-Michel Allemand, Le Nouveau Roman, Paris: Ellipses, 1996
- Geneviève Henrot, L'Usage de la forme. Essai sur les Fruits d'Or de Nathalie Sarraute, Padova, Unipress, 2000.